# Michotamia nigra
Michotamia nigra är en tvåvingeart som först beskrevs av Meijere 1911.  Michotamia nigra ingår i släktet Michotamia och familjen rovflugor. Inga underarter finns listade i Catalogue of Life.